# Spoorlijn Sotteville - Rouen-Rive-Gauche
De Spoorlijn Sotteville - Rouen-Rive-Gauche is een korte Franse spoorlijn van Sotteville-lès-Rouen naar Rouen. De lijn is 1,3 km lang en heeft als lijnnummer 369 000.

## Geschiedenis
De lijn werd geopend door de Compagnie du chemin de fer de Paris au Havre als tijdelijk eindpunt in Rouen van de spoorlijn Paris-Saint-Lazare - Le Havre tot de opening van het viaduct van Eauplet over de Seine. Vanaf 1898 was er een verbinding met het station Rouen-Orléans via het raccordement des deux gares, in 1951 werd dit raccordement vervangen door een rechtstreekse verbinding via de spoorlijn Rouen-Gauche - Petit-Couronne. 
Tot 1965 was de lijn ook in gebruik voor personenvervoer, nadien alleen voor goederentreinen om de industrie op de linkeroever van de Seine te ontsluiten.

## Aansluitingen
In de volgende plaatsen is of was er een aansluiting op de volgende spoorlijnen:
Sotteville
RFN 340 000, spoorlijn tussen Paris-Saint-Lazare en Le Havre
RFN 340 309, raccordement van het dépôt van Sotteville
RFN 340 621, stamlijn ZI de Sotteville
Rouen-Rive-Gauche
RFN 340 309, raccordement van het dépôt van Sotteville
RFN 364 300, raccordement des deux Gares
RFN 365 000, spoorlijn tussen Rouen-Gauche en Petit-Couronne
RFN 367 300, raccordement van Eauplet

## Elektrische tractie
De lijn werd in 1966 geëlektrificeerd met een spanning van 25.000 volt 50 Hz. 